# Saint-Omer (Quebec)
Saint-Omer es un municipio canadiense situado en la provincia de Quebec.

## Superficie
Saint-Omer tiene una superficie de 122,44 km².

## Demografía
En 2021, tenía 294 habitantes, una densidad poblacional de 2,4 hab./km², y 203 viviendas.